# Redland (Texas)
Redland est une census-designated place située dans le comté d'Angelina, dans l’État du Texas, aux États-Unis. Sa population s’élevait à 1 047 habitants lors du recensement de 2010, date à laquelle Redland était un CDP nouvellement créé.